# Relazioni bilaterali tra Argentina e Italia
Le relazioni bilaterali tra Argentina e Italia sono le relazioni diplomatiche attuali e storiche tra Argentina e Italia. Entrambe le nazioni godono di relazioni amichevoli, la cui importanza è incentrata sulla storia della migrazione italiana in Argentina. Gli argentini di origine italiana totale o parziale ammontano a circa 25 milioni, pari al 62% della popolazione totale del paese. Entrambe le nazioni sono membri del G20.

## Storia
Nel 1816, l'Argentina dichiarò la propria indipendenza dalla Spagna. Allo stesso tempo, l'Italia era formata da stati italiani indipendenti separati. Nel maggio 1836, il Regno di Sardegna riconobbe e instaurò relazioni diplomatiche con l'Argentina, il primo stato italiano a farlo. Nel 1842, il generale italiano (e futuro unificatore dell'Italia) Giuseppe Garibaldi, combatté per i ribelli uruguaiani durante la guerra civile uruguaiana contro la Confederazione argentina e il Partito nazionalista uruguaiano.
Nel 1850, il re sardo (e futuro re dell'Italia unita), Vittorio Emanuele II, nominò un ambasciatore in Argentina. Nel 1855, Argentina e Italia firmarono un trattato di amicizia, commercio e navigazione. Nel 1924, l'Italia ha trasferito la sua legazione diplomatica a Buenos Aires in un'ambasciata. Nello stesso anno, il principe piemontese Umberto (futuro re Umberto II) visitò l'Argentina. La visita principale del Principe in Argentina (e in altre nazioni sudamericane) faceva parte di un piano politico di fascismo per collegare il popolo italiano che viveva fuori dall'Italia con la sua madrepatria.
Durante la seconda guerra mondiale, l'Argentina rimase neutrale per gran parte della guerra e all'epoca il presidente argentino Juan Perón era un ammiratore del primo ministro italiano Benito Mussolini. Nel 1944, a causa delle pressioni internazionali, l'Argentina dichiarò ufficialmente guerra alla Germania e al Giappone poiché a quel tempo l'Italia si era già arresa agli Alleati nel settembre del 1943. Poco dopo, l'Argentina donò grano a un'Italia sconfitta. Nel giugno del 1947, Eva Perón fece una visita ufficiale in Italia durante il suo Rainbow Tour of Europe.
Durante la guerra sporca argentina dal 1974-1983, otto cittadini italiani andarono "dispersi" in Argentina. Nel maggio 2007, l'Italia ha condannato in contumacia l'ergastolo a cinque ufficiali argentini ex-marina per l'omicidio di tre degli otto italiani scomparsi durante la guerra. Nel 1982, durante la guerra delle Falkland tra Argentina e Regno Unito, l'Italia sostenne diplomaticamente il Regno Unito durante la guerra, tuttavia rimase neutrale nei combattimenti.

## Visite di stato

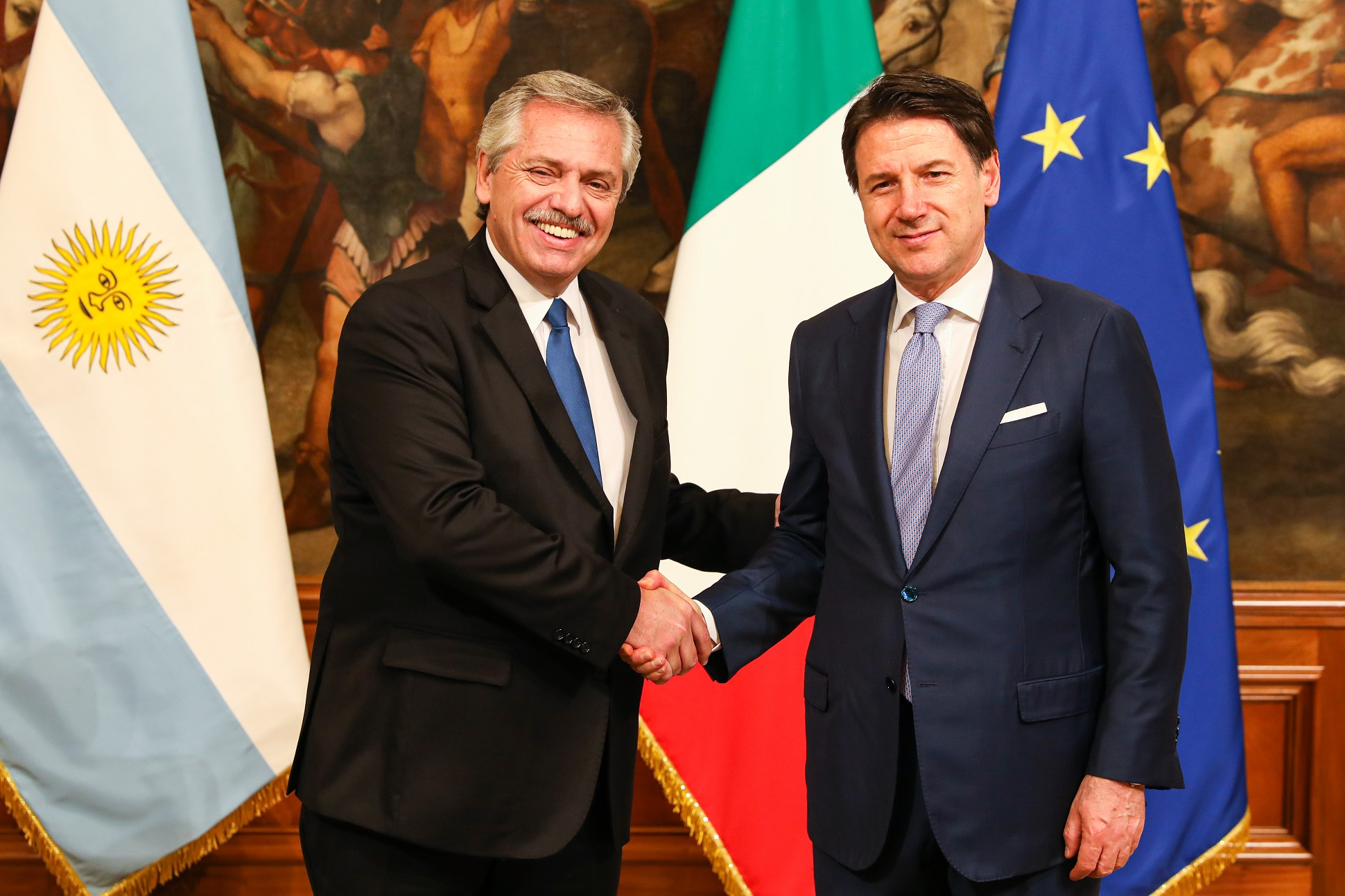
Il presidente argentino Alberto Fernández e il primo ministro italiano Giuseppe Conte a Roma, 2020

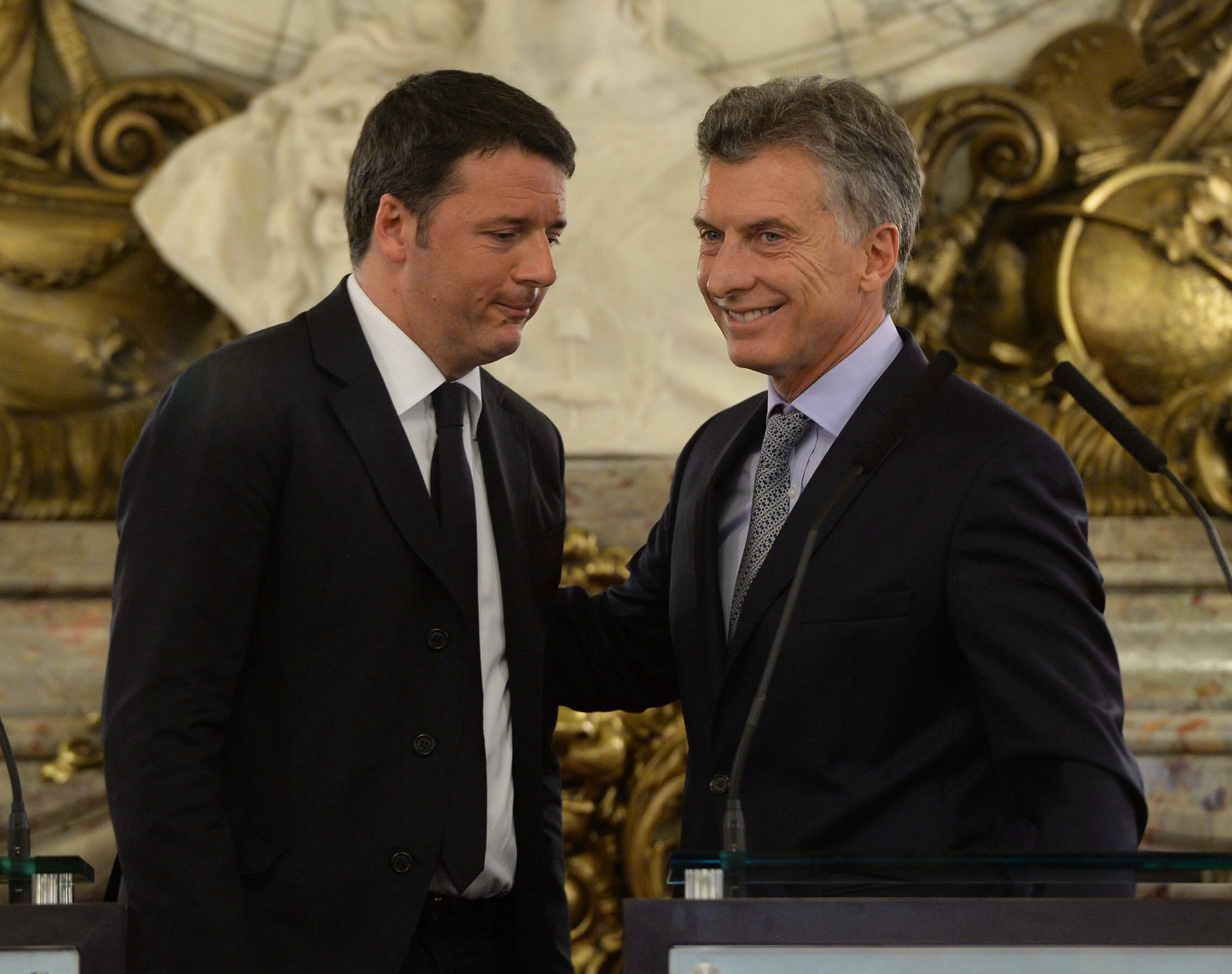
Il presidente argentino Mauricio Macri e il primo ministro italiano Matteo Renzi a Buenos Aires, 2016

Visite presidenziali dall'Argentina all'Italia
- Presidente Arturo Frondizi (1960)
- Presidente Arturo Umberto Illia (1965)
- Presidente Isabel Martínez de Perón (1974)
- Presidente Raúl Alfonsín (1987)
- Presidente Carlos Menem (1997)
- Presidente Fernando de la Rúa (2001)
- Presidente Cristina Fernández de Kirchner (2009, 2011, 2013, 2014, 2015)
- Presidente Mauricio Macri (2016)
- Presidente Alberto Fernández (2020)[22]

Visite presidenziali e di primo ministro dall'Italia all'Argentina
- Presidente Giovanni Gronchi (1961)
- Presidente Giuseppe Saragat (1965)
- Primo Ministro Bettino Craxi (1983)
- Presidente Sandro Pertini (1985)
- Presidente Oscar Luigi Scalfaro (1995)
- Presidente Carlo Azeglio Ciampi (2001)
- Primo Ministro Romano Prodi (2007)
- Primo Ministro Matteo Renzi (2016)
- Presidente Sergio Mattarella (2017)
- Primo Ministro Giuseppe Conte (2018)

## Migrazione

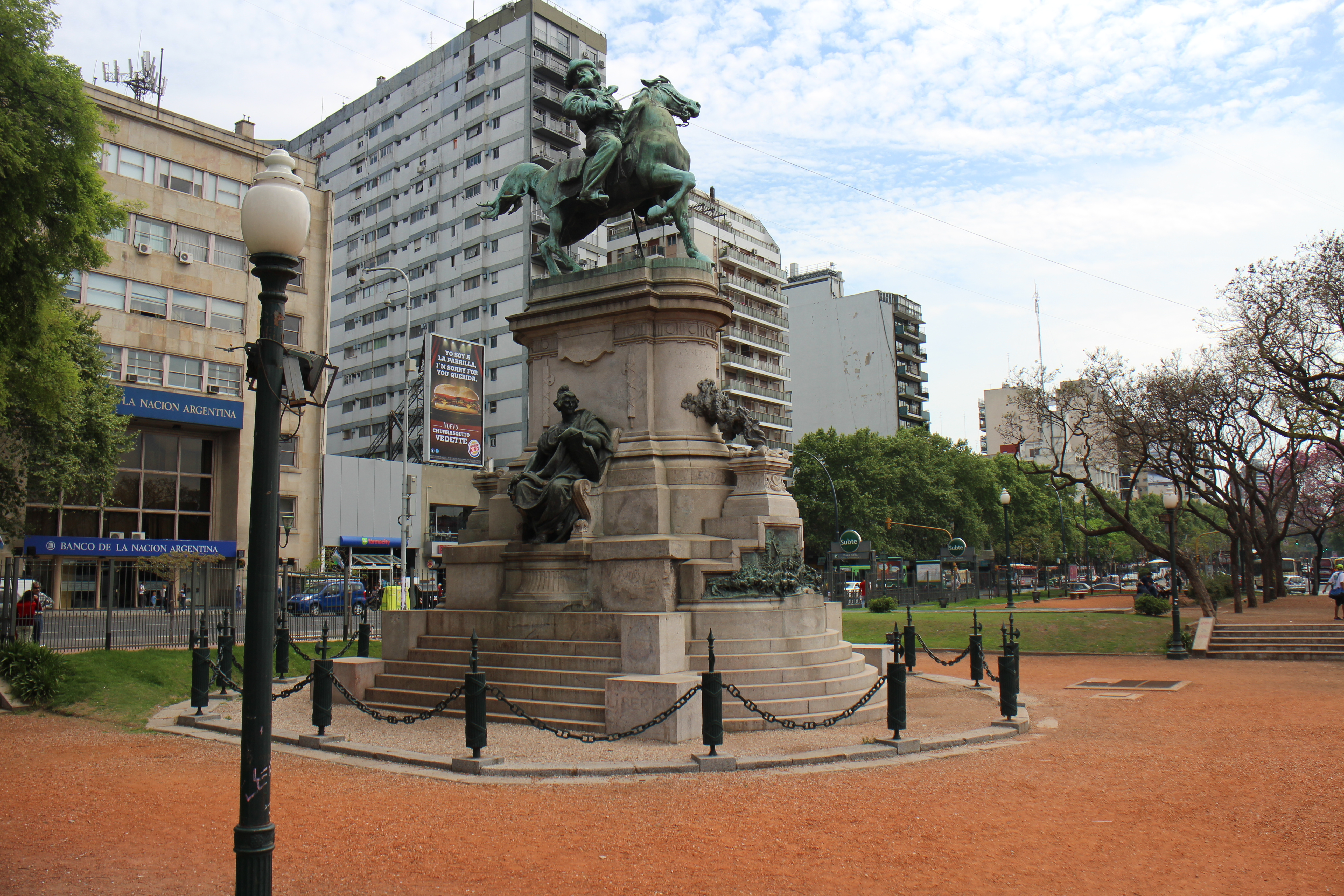
Statua di Giuseppe Garibaldi a Plaza Italia, Buenos Aires

Tra il 1870 e il 1960, oltre 2 milioni di cittadini italiani immigrarono in Argentina. La maggior parte degli italiani ha lasciato l'Italia a causa della povertà e delle guerre. Nel 2011, oltre 25 milioni di cittadini argentini (circa il 62% della popolazione) rivendicano origini italiane. La cultura italiana è penetrata nella società argentina nel cibo e nella lingua poiché lo spagnolo argentino è fortemente influenzato dall'italiano. Diversi politici argentini, personaggi dello sport, attori, modelli e autori letterari, tra gli altri (incluso il precedente Papa cattolico), sono di origini italiane. L'Argentina ospita la seconda più grande comunità di diaspora italiana nel mondo dopo il Brasile. Nel 1973, Argentina e Italia hanno firmato un accordo sulla doppia cittadinanza.
La comunità argentina in Italia ammonta a 11.200; tuttavia, molti cittadini argentini hanno la doppia cittadinanza con l'Italia e quindi la comunità argentina in Italia potrebbe essere maggiore.

## Trasporto aereo
Ci sono voli diretti tra l'Argentina e l'Italia attraverso le seguenti compagnie aeree: Aerolíneas Argentinas e ITA.

## Commercio
Nel 2015, il commercio tra Argentina e Italia è stato di 1,7 miliardi di euro. Le principali esportazioni argentine verso l'Italia includono: grano, semi di soia, crostacei congelati, pere e carne bovina. Le principali esportazioni italiane in Argentina includono: turbine a vapore, binari di scorrimento, macchinari e medicine. Case automobilistiche italiane come Ferrari, Fiat e Lamborghini sono presenti in Argentina, così come la moda e i prodotti alimentari italiani. La società siderurgica congiunta italo-argentina, Techint, ha sede in entrambe le nazioni e opera in diversi paesi a livello globale. Nel 2000, i paesi membri del Mercosur (che comprende l'Argentina) e l'Unione Europea (che comprende l'Italia) hanno avviato i negoziati su un accordo di libero scambio.

## Missioni diplomatiche residenti
- L'Argentina ha un'ambasciata a Roma e un consolato generale a Milano.[30]
- L'Italia ha un'ambasciata a Buenos Aires e consolati generali a Bahía Blanca, Cordova, La Plata e Rosario e consolati a Mar del Plata e Mendoza.[31]

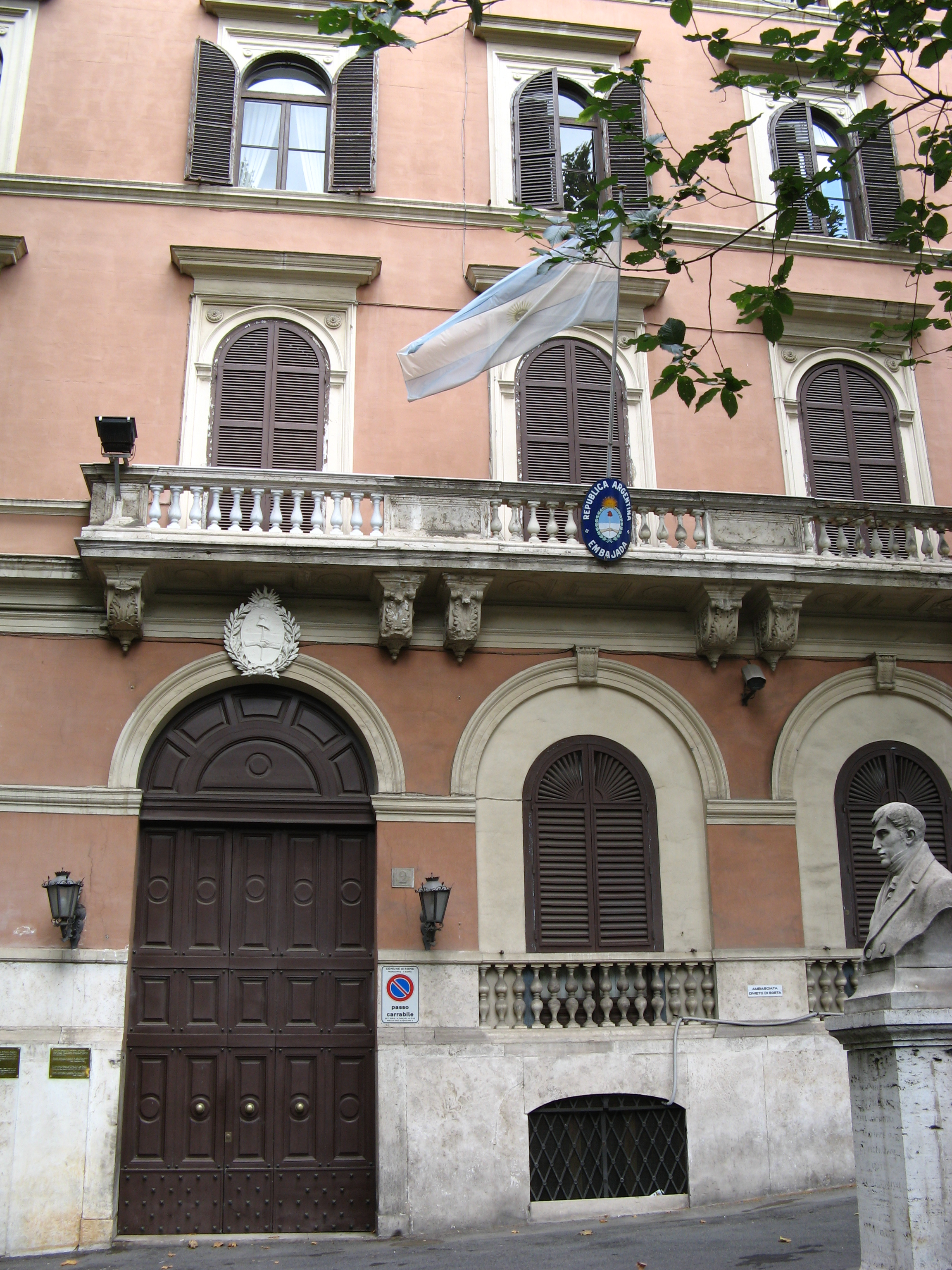
Ambasciata d'Argentina a Roma
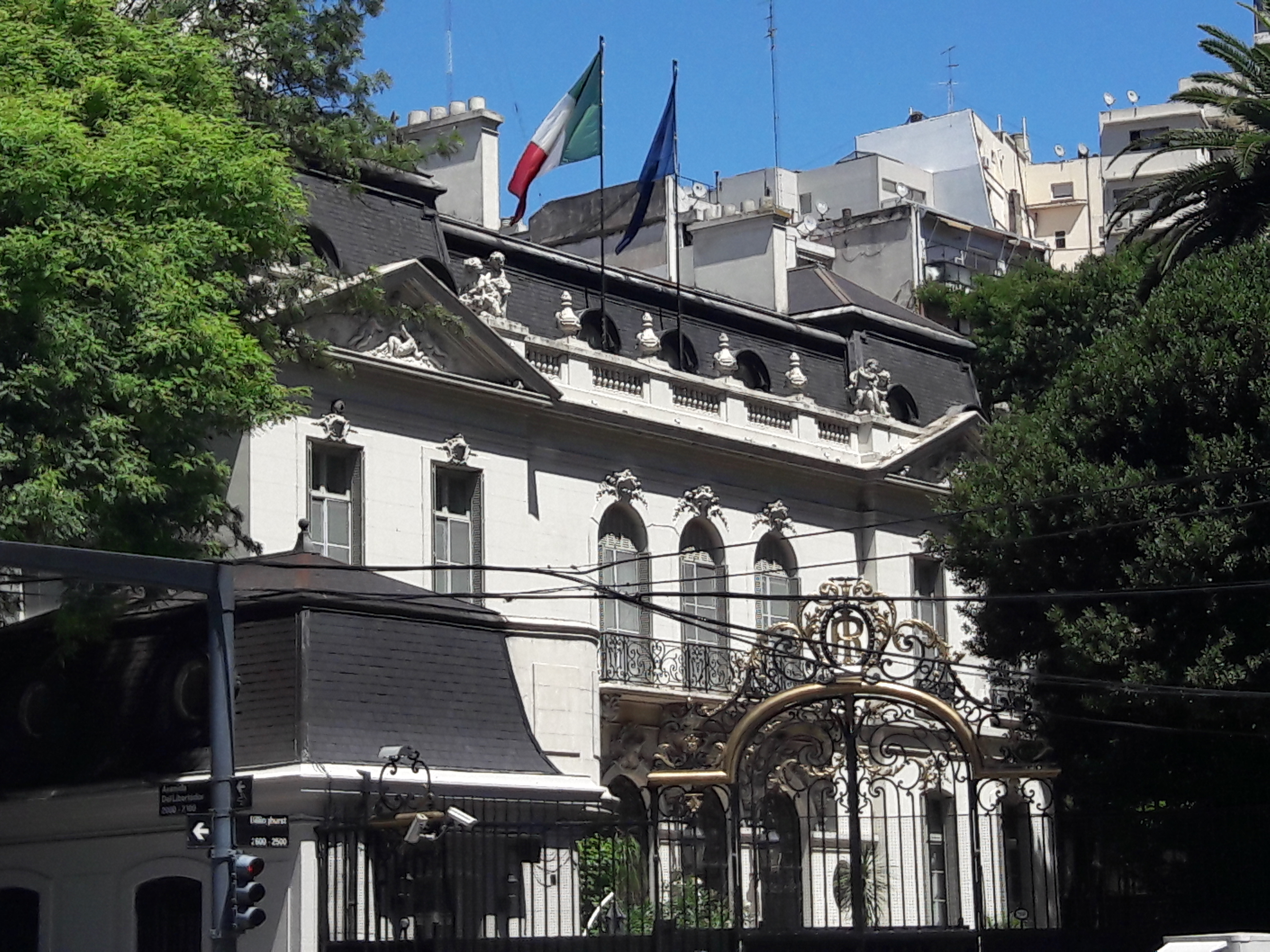
Ambasciata d'Italia a Buenos Aires
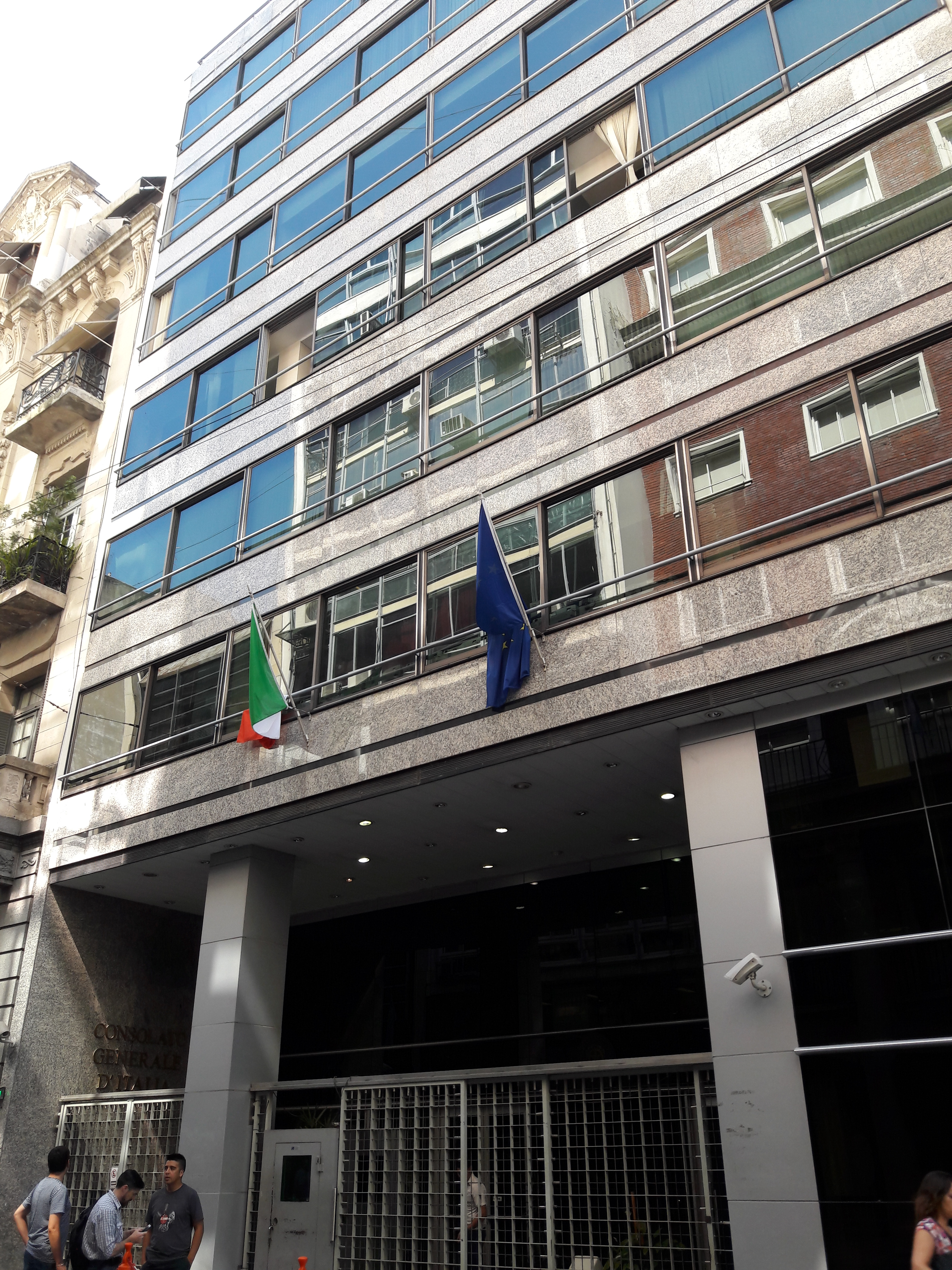
Consolato Generale d'Italia a Buenos Aires
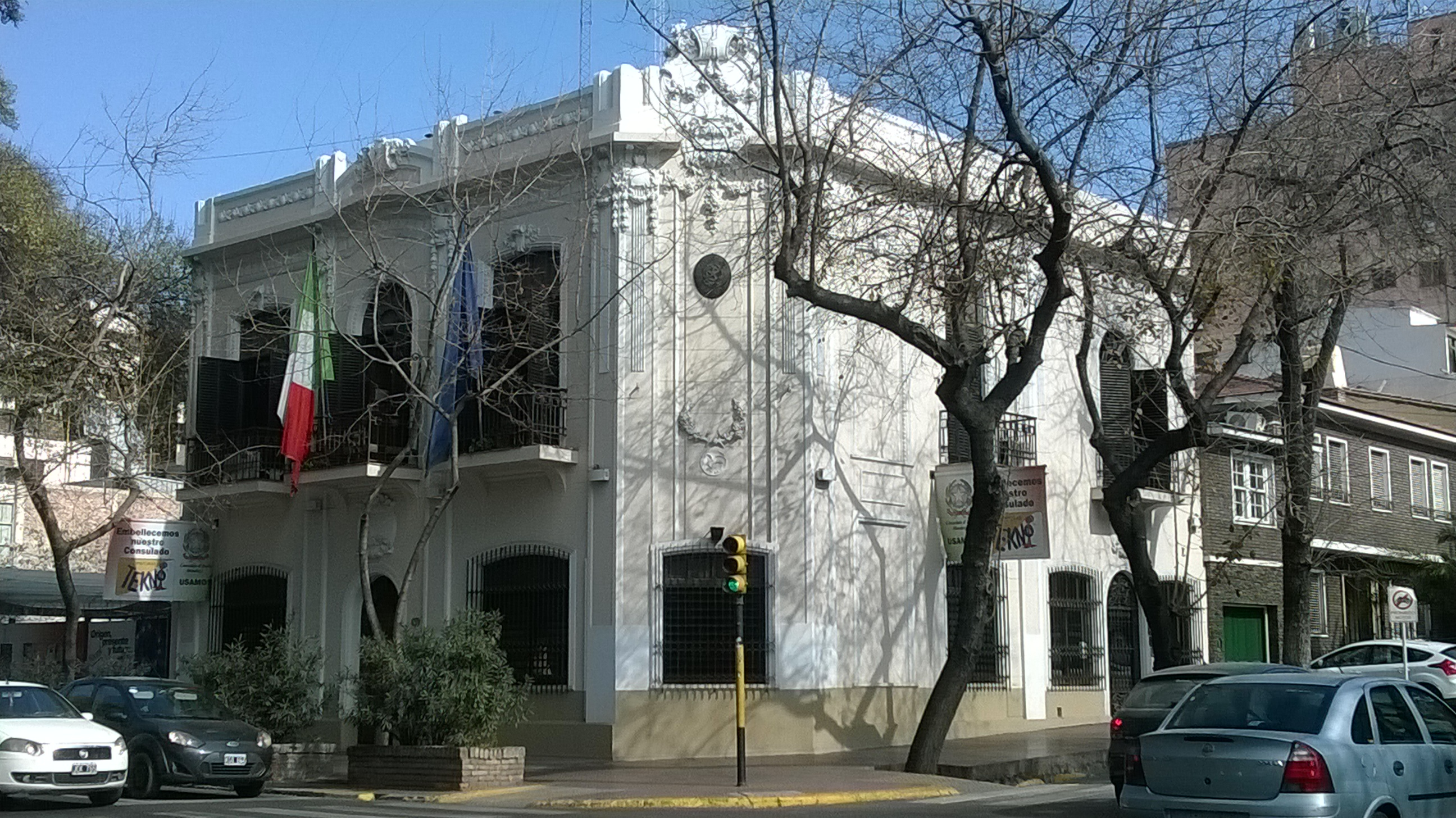
Consolato Italiano a Mendoza